# Phenomenon (UFO-Album)
Phenomenon erschien im Mai 1974 und ist das dritte Studioalbum der britischen Hardrock-Band UFO. Es ist die Platte auf der sich ihre Original-Klassiker „Doctor Doctor“ sowie „Rock Bottom“ befinden.
Ein knappes Jahr vor Veröffentlichung der LP, im Juni 1973, stieß der damals 18-jährige Michael Schenker zur Band, nachdem er sich von seiner alten Gruppe, den Scorpions, getrennt hatte. Als er in England eintraf, sprach er nicht ein Wort Englisch. Trotzdem funktionierte die Kommunikation auf Anhieb so gut, dass bald darauf die Arbeiten an der Langspielplatte aufgenommen werden konnten.
Schenker war maßgeblich an der Entstehung des Songmaterials beteiligt, was einen deutlich hörbar veränderten Sound der Band zur Folge hatte. Fortan traten die vorher starken Einflüsse von Led Zeppelin, Black Sabbath und Deep Purple mehr in den Hintergrund.
Das Album wurde in den Morgan Studios in London aufgenommen und vom Ten-Years-After-Bassisten Leo Lyons produziert. 1994 wurde es von Sound Recording Technology, Cambridge, „remastered“. Im Oktober 2019 erschien eine 3CD-Deluxe Edition; CD 3 enthält eine Live-Aufnahme (8 Lieder) vom 5.11.1974-Konzert in Atlanta/USA. Das Coverdesign stammt von Hipgnosis.
Das Lied Doctor Doctor, das zum Aushängeschild für die Band wurde, wurde später häufig gecovert, z. B. von der seit den 80er Jahren sehr erfolgreichen Heavy-Metal-Band Iron Maiden.

## Titelliste
1. Oh My (Schenker/Mogg/Way/Parker) – 2:26
2. Crystal Light (Schenker/Mogg) – 3:47
3. Doctor Doctor (Schenker/Mogg) – 4:10
4. Space Child (Schenker/Mogg) – 4:01
5. Rock Bottom (Schenker/Mogg) – 6:32
6. Too Young To Know (Way/Mogg) – 3:10
7. Time On My Hands (Schenker/Mogg) – 4:10
8. Built For Comfort (Willie Dixon) – 3:01
9. Lipstick Traces (Schenker) (instrumental) – 2:20
10. Queen Of The Deep  (Schenker/Mogg) – 5:49

## Bonustracks
1. Sixteen (Demo) (Michael Schenker, Phil Mogg, Pete Way, Andy Parker)
2. Oh My (Demo) (Michael Schenker, Phil Mogg, Pete Way, Andy Parker)
3. Give Her the Gun (Michael Schenker, Phil Mogg)
4. Sweet Little Thing (Phil Mogg, Pete Way)
5. Sixteen (Michael Schenker, Phil Mogg, Pete Way, Andy Parker)
6. Doctor Doctor (Live) (Michael Schenker, Phil Mogg)

## Singles
1. Doctor Doctor #35 UK
2. Rock Bottom
3. Give Her the Gun